# Hospital da Ordem do Terço
O Hospital da Ordem do Terço, ou Hospital do Terço, é uma unidade hospitalar privada da cidade do Porto, propriedade da Venerável Irmandade de Nossa Senhora do Terço e Caridade, uma instituição canónica ligada à Igreja Católica.